# Románia hadba lépése (első világháború)

A Román Királyság (1881−1947) címere

Románia hadba lépése az első világháborúban 1916. augusztus 27-én történt.
A Román Királyság 1914-ben még a központi hatalmak oldalán állt. Ám közvéleménye és hadvezetése is erősen pályázott az Osztrák–Magyar Monarchia által birtokolt Erdélyre. 1916-ban a nyugati fronton már kialakult az állóháború, amely az antant szinte teljes nyugati haderejét lekötötte, így az Antant tárgyalásokat kezdeményezett a Román Királysággal. Az antant képviselői biztosították őket arról, hogy győzelmük esetén Erdélyt haladéktalanul a román területekhez kapcsolják.

## A hadba lépés és következményei

### A román támadás
Románia támadása a lehető legrosszabbkor történt meg a központi hatalmak szempontjából. A keleti fronton épp egy orosz támadás, a Bruszilov-offenzíva volt kibontakozóban, nyugaton az olaszok lendültek támadásba, míg Németországot lefoglalta a somme-i csata, ezért nem tudott csapatokat küldeni a Monarchia megsegítésére. 1916. augusztus 27-e éjjelén az 1., a 2. és az Észak névre hallgató román hadsereg átlépte a határt. A csekély létszámú osztrák−magyar 1. hadsereg, melyet a hadvezetés a román viszony romlása miatt Erdélyben állomásoztatott, Arthur Arz von Straussenburg parancsnoksága alatt szervezetten próbált ellenállni, és a Kárpátok hágóin áttörő román hadosztályok előrenyomulását lassítani. Erre a lassú és szívós védekezésre addig volt szükség, amíg a főparancsnokság megfelelő erőket csoportosított át. Brassó, Csíkszereda és Fogaras elesett, a támadás szeptember 4-én már Sepsiszentgyörgyöt fenyegette. A korábban többször bizonyított Arz ezúttal is energikusan irányította csapatait, amivel kivívta Károly trónörökös, Conrad és Boroevic elismerését.
A keleti fronton az orosz támadás elakadt, így a központi hatalmak fel tudtak szabadítani csapatokat, és át tudták őket vezényelni a román frontra. A 9. német hadsereggel egyesült osztrák-magyar haderőt Mackensen német tábornok alá rendelték. Így született meg a Mackensen-hadseregcsoport.

### A központi hatalmak ellentámadása
A Mackensen-hadseregcsoport Erdélyből nyolc hét alatt kiűzte a tétovázva és különösebb lelkesedés nélkül harcoló román hadsereget, a kisebb ellenállási gócokat pedig megsemmisítette. Erdély déli sávjának felszabadítása után egyenesen a román főváros, Bukarest felé vették az irányt.
Délről a bolgárok a bukaresti csatában bekerítették az ellenséget, és megsemmisítő erejű vereséget mértek a románokra. 1916 decemberében elesett Bukarest is. A még megmaradt román hadseregek északabbra menekültek Oroszország felé, ahol az oroszok támogatták őket. Így a magára maradt román hadsereg Moldva kivételével ki is szorult saját országából.

### Eredmények
Az antant politikusai úgy remélték, hogy a román támadást már nem bírják ki a központi hatalmak, ezért igen nagy csalódást jelentett a stratégáik számára a román vereség. A Monarchia számára viszont a világháború egyik legsikeresebb hadművelete lett. A Monarchia oldalán a veszteségek 5000 és 6000 fő között mozgott, míg a románoké 10-20 000 fő.
Hiába volt a bukaresti béke, a románok, mikor már a központi hatalmak erői meggyengültek, 1918-ban újra hadat üzentek, megszegve a különbékét, és betörtek ismét Erdély területére.